# Vilmavaara
Vilmavaara är en kulle i Finland.   Den ligger i den ekonomiska regionen  Östra Lapplands ekonomiska region  och landskapet Lappland, i den norra delen av landet, 700 km norr om huvudstaden Helsingfors. Toppen på Vilmavaara är 352 meter över havet, eller 163 meter över den omgivande terrängen. Bredden vid basen är 4,0 km.
Terrängen runt Vilmavaara är huvudsakligen platt.  Trakten runt Vilmavaara är nära nog obefolkad, med mindre än två invånare per kvadratkilometer.